# Мадридская фондовая биржа
Мадри́дская фо́ндовая би́ржа (исп. Bolsa de Madrid, BM) — крупнейшая биржа Испании среди региональных бирж в Барселоне, Бильбао и Валенсии, которые торгуют акциями, конвертируемыми облигациями, облигациями с переменными доходами, а также ценными бумагами с фиксированной доходностью, сектора как государственных, так и частных долгов.
Биржа находится под властью концерна Bolsa y Mercados Espanoles, поэтому Мадридская биржа имеет аббревиатуру BME, а сама биржа расположена в  Palacio de La Bolsa de Madrid — на площади в центре Мадрида.
По состоянию на 2015 год, Мадридская биржа входит в число 20 крупнейших бирж мира с многотриллионными долларовыми оборотами.

## История
Предпосылки для создания биржи уходят своими корнями в XIV век. На центральном рынке биржи существовали места по обмену сельскохозяйственными продуктами. Спустя более чем 400 лет, в разгар Войны за независимость, Иосиф I Бонапарт был назначен королем Испании в 1808 году. В 1809 году он принял решение создать первую Биржу торговли в Мадриде. В качестве места расположения фондовой площадки был выбран монастырь San Felipe el Real, но начать работу биржа так и не смогла.
В 1831 году во время правления Фердинанда VII был принят закон о создании Мадридской фондовой биржи, который впоследствии был опубликован в Мадридском бюллетене. Постановление находилось в 64 статье Кодекса Торговли, и район биржи отмечался как «место встречи трейдеров, агентов, посредников, где заключаются или выполняются операции по привлечению активов».
Главными целями короля было финансирование армии для ведения военных действий, развитие внутриполитической экономики отходило на второй план. Поэтому в некотором плане развитие Мадридской биржи было несколько запоздалым, в отличие, например от Нью-Йоркской биржи.
20 октября 1831 года Мадридская фондовая биржа открывает свои двери для участников биржи. В первый день работы, биржа открылась в 12 часов дня, проработав 3 часа, затем закрылась на 3 дня. В начале своего становления, первыми компаниями, которые разместили свои ценные бумаги, были железнодорожные и нефти — и газодобывающие компании. Эти промышленные компании составляли всего 1 % от общей доли участников биржи, так как 99 % приходилось на государственные облигации. Уже в начале третьей четверти XIX века, стали выпускаться первые сведения о развитии биржи — «официальный бюллетень».
Изначально, весь процесс на торгах был плохо документирован, и не совсем законным, с юридической точки зрения. На бирже отсутствовало страхование инвесторов, не было срока договоров.
В 1834 году биржа впервые испытала затруднения в плане торговли на бирже. Причиной тому стала семилетняя война после смерти Фернандо VII, в которой приемники на престол боролись за право управлять страной. А уже в 1844 году произошел первый «бум» на рынке акций: биржевой оборот за год составил 15 миллионов. В 1854 году начинает публиковаться Вестник торгов, в котором публикуются цены торгов.
90-е года XIX века стали переломным моментом на рынке ценных бумаг на бирже: из империи стали выходить крупные колонии: Филиппины, Куба, Пуэрто-Рико, вследствие чего, рынок обрушился на 20 %. Именно такое падение послужило толчком для особого внимания и развития экономики страны. К Мадридской бирже добавились и акции стран – бывших колоний, которые желали получить доступ к капиталу из-за границ.
В отличие от некоторых бирж, работа которых остановилась из-за Первой мировой войны, Мадридская биржа особого не ощутила на себе негативного внимания. Между тем, 5 марта 1940 года, в Испании началась Гражданская война, и лишь только в сентябре биржа вновь заработала. В декабре этого же года был обнародован первый Мадридский индекс, который строился на основе акций, 28 крупных компаний.
Спустя 10 лет после Второй мировой войны, биржа возобновила свою работу. С 1959 по 1970 года биржа работала по плану стабилизации, что позволило ей ежегодно набирать темпы роста. А уже в 1993 году, одна из первых перешла на электронную систему расчётов.

## Устройство биржи
Новейшая информационная система биржи создана с учетом требований трейдеров. Процесс торгов отображается на главном большом ЖК-мониторе, который расположен в самом центре торгового зала. Это стало возможно благодаря оформленному заказу администрации биржи на поставку оборудования у одной из самых крупных фирм биржи — Telefonica. На сегодняшний день по периметру зала развешаны 52-дюймовые ЖК-мониторы Mitsubishi MDT 521s, которые управляются программным обеспечением DISE. С помощью современного программного обеспечения, весь контент управляется удаленно, с одной точки, да к тому же программа способна подстроиться под любые характеристики монитора.

## Индексы биржи
- IBEX 35 — базовый фондовый индекс Мадридской фондовой биржи
- IGBM

## Крупнейшие компании на бирже
| Компания      | Описание                                                                   | $, млрд |
| ------------- | -------------------------------------------------------------------------- | ------- |
| Telefonica SA | транснациональная компания испанской электросвязи                          | 71, 8   |
| Inditex       | производит и сбывает текстиль                                              | 33,3    |
| Abertis       | занимается управлением автомагистралями и инфраструктурой телекоммуникаций | 17,68   |
| ACS           | строительство и предоставление различных услуг                             | 12,4    |
| Abengoa       | энергетика и охрана окружающей среды                                       | 2,71    |